# Корнелио Малатеста ди Сан Джовани
Корнелио Малатеста ди Сан Джовани (на италиански: Cornelio Malatesta di San Giovanni; † 1571, Сан Джовани ин Галилея) от кадетския клон Малатеста ди Соляно на рода Малатеста е граф на Сан Джовани ин Галилея заедно с брат си Карло II през 1532 г. 

## Произход
Той е син на Рамберто Новело II Малатеста ди Соляно, наречен Бонатеста или Рамберто Философът (* ок. 1475 , † 1532), кондотиер, суверенен граф на Соляно, граф на Монтекодруцо, граф на Пондо, господар и вечен папски викарий на Сан Джовани ин Галилея, господар на Ронкофредо, Чола, Монтеджели, Ронтаняно, Савиняно ди Риго, Пиетра дел'Узо, Монтепетра и др., и на съпругата му Мария Дзоали († 1507), убита от него по инициатива на метресата му. Има четири братя и шест сестри:
- Пирета, наследница на Графство Таламело, от което се отказва в полза на сина си, съпруга на Филипо I Дория, граф на Сасокорваро и на Каноза
- Галеото († сл. 1561), абат комендатор на Сант Амброджо ди Ранкио, абат комендатор на сан Мартино и Бартоломео ди Монтерифи, апостолски протонотарий, камерхер на кардинал Фарнезе (бъдещ папа Павел III); след смъртта на баща си краде семейното богатство и се установява в Пондо,
- Агата, съпруга на граф Галеото Малатеста ди Валдопио
- Карло II († 1544), граф на Соляно, граф на Таламело, граф на Пондо, граф на Монтекодруцо, вечен папски викарий за Сан Джовани ин Галилея, господар на Ронкофредо, Чола, Монтеджели, Ронтаняно, Савиняно ди Риго, Пиетра дел'Узо, Монтепетра, Стригара, Сан Мартино ин Конверсето, Сегуни, Спинело, Торнано, Пратолина, Руфиано, Мелето, Чиня, Букио, Монтегуиди, Поцуоло, Валендзера, Сасета, Соазия и Сера през 1586, съпруг на Елизабета Грити, патриция на Венеция
- Александро
- Франческо, наследник на Сан Мартино ин Конверсето през 1532 г., но го продава на своя роднина Камило Джамбатиста и живее с флорентинка от нисша класа (Джована Микели)
- Катерина, съпруга на Отавиано Дела Дженга
- Виоланта, съпруга на Франческо Монтиколи
- Лукреция, монахиня
- Чечилия, съпруга на Франческо Рипа.

## Биография
Става граф на Сан Джовани ин Галилея заедно с брат си Карло II през 1532 г. по бащина линия, но продава своята част от имението на него.

## Брак и потомство
∞ за Батиста Бернардини, дъщеря на Акиле Бернардини, граф на Маса, от която има четирима сина:
- Рамберто IV Малатеста ди Соляно (* 1560, † 1615), суверенен граф на Соляно през 1591 г. (през 1593 г. заедно с братовчед си Семпронио), граф на Пондо (през 1593 г. отстъпва 1/2 на Семпронио), граф на Таламело, граф на 1/2 от Сан Джовани ин Галилея, владетел на Монтеджели, Ронтаняно, Савиняно ди Риго, Пиетра дел'Узо, Монтепетра, Сегуно, Пратолина, Руфиано, Мелето, Сапето, Чиня, Букио, Поцуоло Валендзера, Сасета и Соазия, на 1/3 от Спинело и Стригара; ∞ 1581 за Мария Герарди, от която има четирима сина и две дъщери
- Леонида Малатеста ди Соляно († пр. 1600), изключен от наследството
- Карло III Малатеста ди Соляно (* 1567, Римини, † 1628, замък на Леняно), суверенен граф на Соляно през 1591 г. (през 1593 г. заедно с братовчед си Семпронио), граф на Пондо (през 1593 г. отстъпва 1/2 на Семпронио), граф на Таламело, граф на 1/2 от Сан Джовани ин Галилея, владетел на Монтеджели, Ронтаняно, Савиняно ди Риго, Пиетра дел'Узо, Монтепетра, Сегуно, Пратолина, Руфиано, Мелето, Сапето, Чиня, Букио, Поцуоло Валендзера, Сасета и Соазия, на 1/3 от Спинело и Стригара; ∞ 1625 г. за Елизабета Бонтакио от Бреша, от която няма деца. Има две извънбрачни деца.
- Сиджизмондо I Малатеста ди Соляно (* 1615, Римини; † 16 юни 1645, Сан Джовани ин Галилея), суверенен граф на Соляно през 1591 г. (от 1593 г. заедно с братовчед си Семпронио), граф на Пондо (през 1593 г. отстъпва 1/2 на Семпронио), граф на Таламело, граф на 1/2 от Сан Джовани ин Галилея, владетел на Монтеджели, Ронтаняно, Савиняно ди Риго, Пиетра дел'Узо, Монтепетра, Сегуно, Пратолина, Руфиано, Мелето, Сапето, Чиня, Букио, Поцуоло Велендзера, Сасета и Соазия, господар на 1/3 от Спинело и Стригара; ∞ 1603 за Елена Монтиколи, от която има шест сина и четири дъщери

|  | Тази страница частично или изцяло представлява превод на страницата Corneli Malatesta de San Giovanni в Уикипедия на каталонски. Оригиналният текст, както и този превод, са защитени от Лиценза „Криейтив Комънс – Признание – Споделяне на споделеното“, а за съдържание, създадено преди юни 2009 година – от Лиценза за свободна документация на ГНУ. Прегледайте историята на редакциите на оригиналната страница, както и на преводната страница, за да видите списъка на съавторите. ВАЖНО: Този шаблон се отнася единствено до авторските права върху съдържанието на статията. Добавянето му не отменя изискването да се посочват конкретни източници на твърденията, които да бъдат благонадеждни. |